# ستايسي هورن
ستايسي هورن (بالإنجليزية: Stacy Horn)‏ (و. 1956  م) هي كاتِبة أمريكية، ولدت في نورفولك، فيرجينيا.